# Tiszakóród
Tiszakóród is een plaats (község) en gemeente in het Hongaarse comitaat Szabolcs-Szatmár-Bereg, gelegen in het district Fehérgyarmat. Tiszakóród telt 771 inwoners (2015).

## Geografie

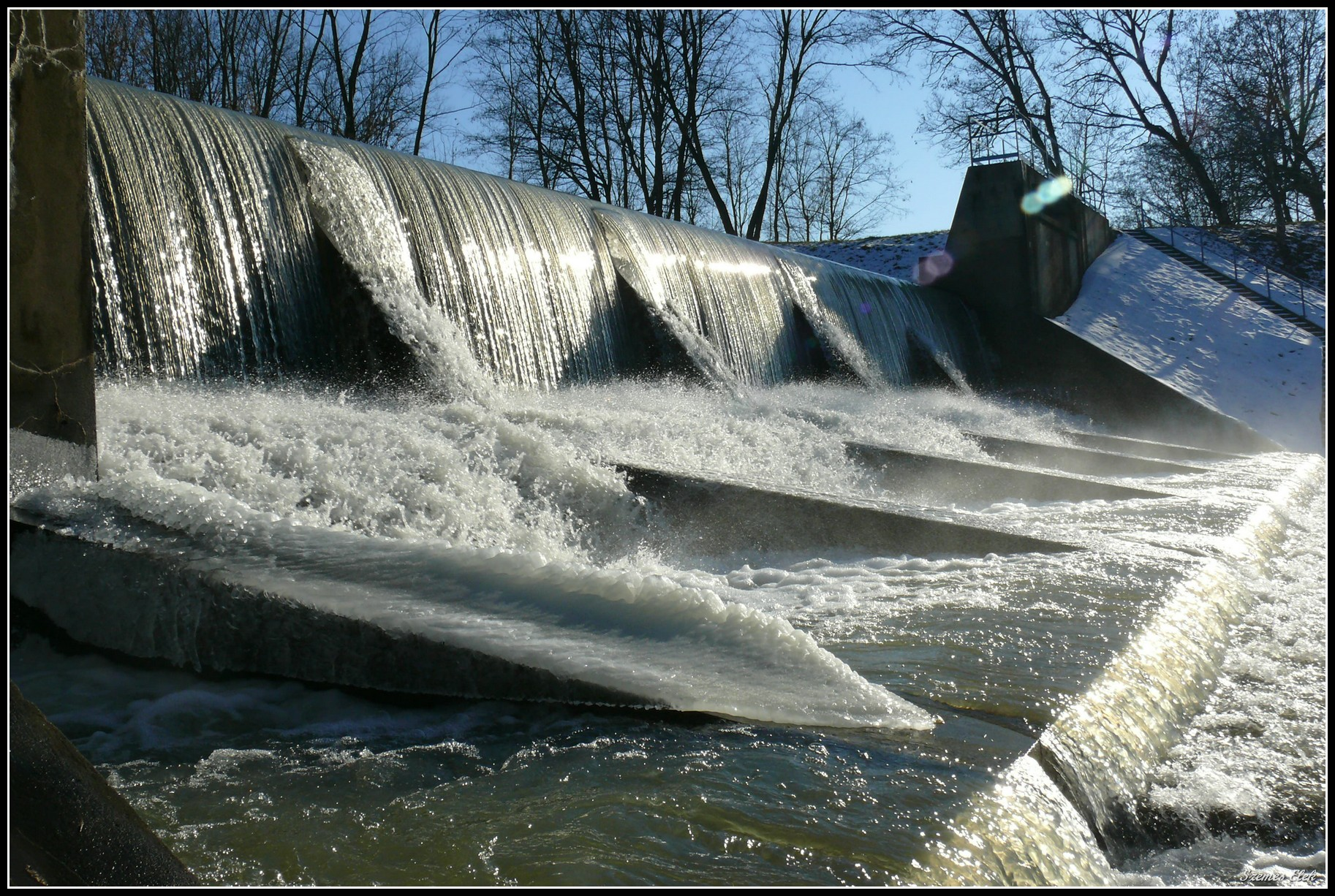
De stuw op de Túr

De noordelijke grens van de gemeente is de rivier Tisza, die ook de staatsgrens met Oekraïne vormt. De zuidelijke en westelijke grens is de rivier de Túr.